# Gladys Tantaquidgeon
Gladys Tantaquidgeon (* 15. Juni 1899; † 1. November 2005 in Uncasville, Connecticut) war eine US-amerikanische Anthropologin, Matriarchin und Medizinfrau indigener Herkunft (Mohegan).

## Leben und Wirken
Als Nachkommin des Mohegan-Sachem Uncas wuchs Tantaquidgeon traditionell auf.
Ab 1919 begann sie ein Studium der Anthropologie bei Frank Speck an der University of Pennsylvania.
Zeit ihres Lebens, das sich über drei Jahrhunderte erstreckte, engagierte sie sich für die Erhaltung der Indigenen Sprachen, Künste und Gebräuche.

## Werke
- A Study of Delaware Indian Medicine Practice and Folk Beliefs. Commonwealth of Pennsylvania Department of Public Instruction

PENNSYLVANIA HISTORICAL COMMISSION, Harrisburg, 1942 digitalisierte Fassung; Neue Fassung:Folk Medicine of the Delaware and Related Algonkian Indians, Pennsylvania Historical and Museum Commission, Harrisburg, 1972
- Delaware Indian art designs, Pennsylvania archaeologist, v. 20, p. 24-30., 1950
- Newly discovered straw basketry of the Wampanoag Indians of Massachusetts, Indian notes. v.7, no.4, 1930
- Notes on the origin and uses of plants of the Lake St. John Montagnais, New Haven, Conn. : Human Relations Area Files, 197-?
- Notes on Mohegan-Pequot basketry designs, Washington, DC, 1933
- Notes on the Gay Head Indians of Massachusetts, INDIAN NOTES 7(1):1-26., 1930
- Native tribes and dialects of Connecticut, co-working with Frank G Speck, Washington, D.C. : Govt. Print. Off., 1928
- How the Summer Season Was Brought North, The Journal of American Folklore, v54 n213/214: 203-204, 1941
- Notes on the Origin and Uses of Plants of the Lake St. John Montagnais, The Journal of American Folklore, v45 n176: 265-267, 1932
- Death Notices, by Robert E Bell; H Millard Clements; James Michael Elam; Fei Xiaotong; Anthony Galt (Tony); Mary Margaret Wolfskill and Dr. Tantaquidgeon, Anthropology News, v47 n3: 28-30, 2006